# ジャン＝イヴ・ジラール
ジャン＝イヴ・ジラール（Jean-Yves Girard、1947年 - ）は証明論の研究を行なっているフランスの論理学者。System Fの強正規化性の証明や、線形論理、相互作用の幾何、ludicsの発見などの功績がある。